# Minuartia hamata
Minuartia hamata, syn. Queria hispanica — вид квіткових рослин родини гвоздикових (Caryophyllaceae).

## Біоморфологічна характеристика
Це однорічна рослина 5–15 см заввишки, запушена. Надземні пагони розгалужуються від основи. Листки лінійні. Квітки в щільних суцвіттях головчастих, сидячі. Чашолистки 3.5–4 мм, від ланцетних до лінійно-ланцетних. Пелюсток 2–5, лінійних, ≈ 1/2 довжини чашолистків. Коробочка 1-насінна. Насіння 1.5 × 1 мм, світло-солом'яного кольору.

## Поширення
Росте у Середземноморсько-Каспійському регіоні.
В Україні вид росте на кам'янистих схилах — у Криму, рідко (ок. м. Євпаторія, гора Опук на Керченському півострові)